# Gimnokladus
Gimnokladus (lat. Gymnocladus), biljni rod iz porodice mahunarki smješten u tribus Caesalpinieae. 
Pripada mu 5 vrsta listopadnog drveća, od toga 4 u jugoistočnoj Aziji i 1 Sjevernoj Americi. Poznatija i tipična vrsta je Gymnocladus dioicus (L.) K. Koch (sin. Gymnocladus canadensis Lam.), vrsta korisnog drveta u SAD-u poznato kao “Kentucky Coffee Tree”

## Vrste
1. Gymnocladus angustifolius (Gagnep.) J.E.Vidal; Vijetnam
2. Gymnocladus assamicus Kanjilal ex P.C.Kanjilal; Indija
3. Gymnocladus burmanicus C.E.Parkinson; Mjanmar
4. Gymnocladus chinensis Baill; Kina
5. Gymnocladus dioicus (L.) K.Koch; SAD